# Calamaria malinverniana
Calamaria malinverniana là một loài dương xỉ trong họ Isoetaceae. Loài này được Ces. & De Not. Kuntze mô tả khoa học đầu tiên năm 1891.